# Соломон-Коэн, Джудит
Джудит Соломон-Коэн (англ. Judith Solomon Cohen, 1766, Бристоль — 5 апреля 1837) — глава одной из самых старых еврейских семей в Балтиморе, штат Мэриленд.
21 декабря 1787 года в Англии она вышла замуж за Израэля И. Коэна, родом из Обердорфа (Германия). К 1784 году пара эмигрировала в Ричмонд, штат Вирджиния, где Израэль временно работал констеблем. Он был одним из основателей конгрегации Бет Шаломе, а также подписчиком акций Академии искусств и наук Соединённых Штатов Америки.
У пары было девять детей: Джошуа (1788-1788); Джейкоб-младший (1789-1869); Соломон (р. 1791); Филипп (1793-1852); Мария (1794-1834); Мендес (1796-1879); Бенджамин (1797-1845); Дэвид (1800-1847); Джошуа (1801-1870); и Эдвард (1802-1803). 
Когда 29 июля 1803 года Израэль умер, его дом и имущество были проданы с аукциона, поскольку в то время женщины не могли владеть имуществом. Дж. Коэн перевезла своих семерых детей в Балтимор, где она стала пансионеркой Шинах Соломон-Эттинг. Позже её сын Бенджамин женился на дочери Эттинг Китти, и пара вошла в элитный светский круг Балтимора.
В 1813 году сыновья Коэны основали лотерею и биржу Коэна. Лотерея оказалась очень успешной, и братья открыли пять филиалов в других городах. С 1814 по 1830 год они издавали собственную четырёхстраничную газету Cohen’s Gazette and Lottery Register, содержавшую как лотерейные, так и финансовые новости. В 1831 году они открыли Банковский дом «Джейкоб И. Коэн-младший и братья».
Семья Коэн жила в большом доме на Норт-Чарльз-стрит, где они соблюдали кашрут и проводили ежедневные службы. В 1850-х годах они были спонсорами недолго просуществовавшей Сефардской конгрегации.
Джудит Соломон-Коэн умерла в Балтиморе 5 апреля 1837 года. Семья приобрела участок для её захоронения на Саратога-стрит; он использовался для семейных захоронений до 1970-х годов, когда семью перезахоронили на еврейском кладбище в Балтиморе.